# 海宝院 (逗子市)

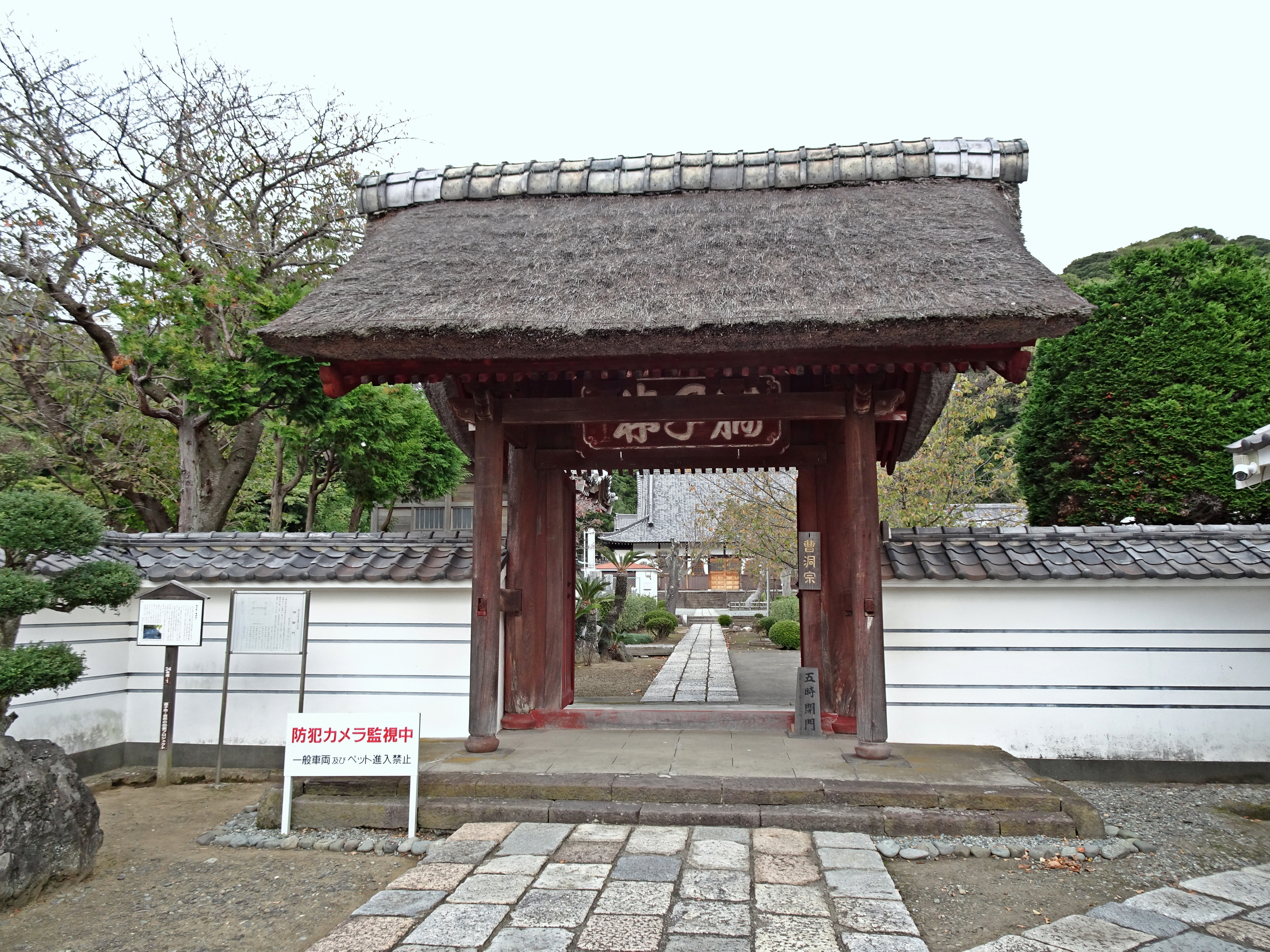
山門

海宝院（かいほういん）は、神奈川県逗子市にある曹洞宗の寺院。

## 歴史
1590年（天正18年）、徳川家康の家臣長谷川長綱の開基である。長綱は卓越した行政官であり、徳川氏の新領地となった三浦半島を統治するため、当地に代官として赴任した。そして後北条氏に代わり新領主となった徳川家の威光を知らしめるべく、之源臨乎を招いて寺を創建した。これが当寺の起源である。
元々は、現在の横須賀市の「良長院」がある場所に位置していたが、之源臨乎は駿河国の出身で富士山に対する愛着があったことから、三浦丘陵の西側の現在地に移転した。その後、旧所在地に建てられたのが良長院である。この寺も曹洞宗である。

## 文化財
- 銅鐘（神奈川県指定重要文化財 昭和44年12月2日指定）[2]
- 四脚門（逗子市指定文化財 昭和48年1月26日指定）[3]
- 木造十一面観音菩薩坐像（逗子市指定文化財 昭和49年12月18日指定）[3]

## 交通アクセス
- 東逗子駅より徒歩10分。